# Serhij Łeszczenko
Serhij Anatolijowycz Łeszczenko, ukr. Сергій Анатолійович Лещенко (ur. 30 sierpnia 1980 w Kijowie) – ukraiński dziennikarz, aktywista społeczny i polityk, poseł do Rady Najwyższej.

## Życiorys
Ukończył dziennikarstwo na Kijowskim Uniwersytecie Narodowym im. Tarasa Szewczenki. Krótko pracował w redakcji informacyjnej stacji telewizyjnej Nowyj kanał. Dołączył do internetowej gazety internetowej „Ukrajinśka prawda”, gdzie objął później funkcję zastępcy redaktora naczelnego. Stał się jednym z głównych ukraińskich dziennikarzy śledczych, współpracując często z Mustafą Najemem. Zaangażował się także w działalność społeczną (m.in. w ramach ruchu społecznego Stop Cenzurze!).
W 2014 Serhij Łeszczenko uzyskał mandat deputowanego VIII kadencji, kandydując z ramienia Bloku Petra Poroszenki. W parlamencie zasiadał do 2019. Wchodził potem w skład rady nadzorczej przedsiębiorstwa kolejowego.